# Richard N. Richards
Pour les articles homonymes, voir Richards et Richard Richards.
Richard Noel Richards dit Dick Richards est un astronaute américain né le 24 août 1946.

## Vols réalisés
- 8 août 1989 : Columbia (STS-28)
- 6 octobre 1990 : Discovery (STS-41)
- 25 juin 1992 : Columbia (STS-50)
- 9 septembre 1994 : Discovery (STS-64)